# Arthur De Greef

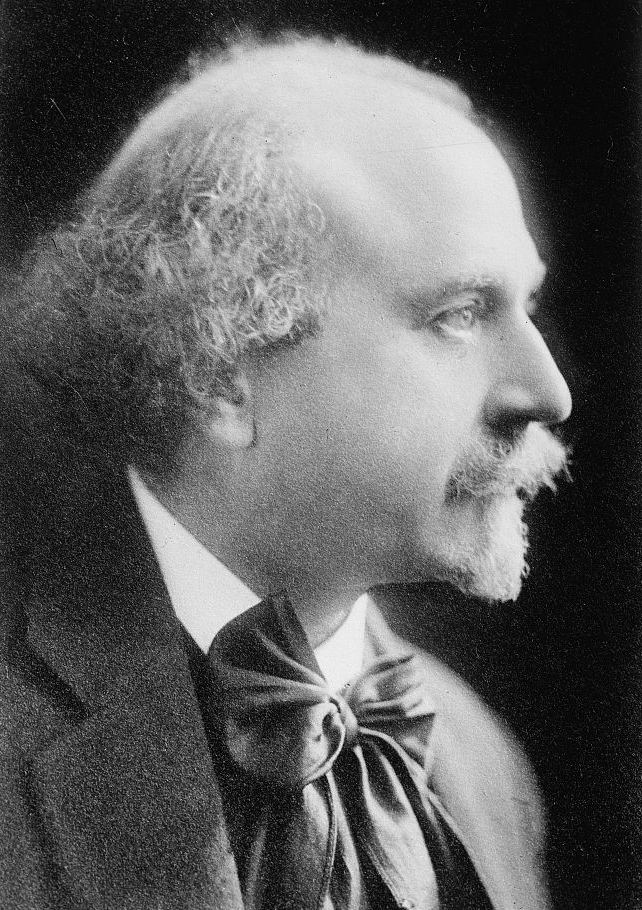
Arthur De Greef

Arthur De Greef (* 10. Oktober 1862 in Löwen; † 29. August 1940 in Brüssel) war ein belgischer Pianist und Komponist.

## Leben
Arthur De Greef studierte ab 1873 Klavier am Conservatoire Royal de Musique in Brüssel bei Louis Brassin, einem Schüler von Ignaz Moscheles. Seine weiteren Lehrer waren Joseph Dupont (Harmonielehre), François-Auguste Gevaert (Komposition) und Hubert Ferdinand Kufferath (Kontrapunkt). Als 17-Jähriger machte er seinen Abschluss mit Auszeichnung („ex aequo“ mit Isaac Albéniz, der ihm auch eigene Kompositionen widmete) und ging dann nach Weimar, um seine Studien bei Franz Liszt fortzusetzen. Weitere Studien führten ihn auch nach Paris zu Camille Saint-Saëns.
Während einer langen und erfolgreichen Karriere als Pianist unternahm De Greef Konzertreisen z. B. nach Frankreich, Deutschland, England, Holland, Norwegen, Schweden, Italien, Polen und Russland. De Greef schloss Freundschaft mit Edvard Grieg, der ihn als besten Interpreten seiner Musik, den er kennengelernt hatte, bezeichnete. Von 1887 bis 1930 hatte er selbst eine Klavierprofessur am Konservatorium Brüssel inne.

## Werk
De Greef begann erst im Alter von etwa 30 Jahren selbst zu komponieren. Als seine wichtigsten Werke gelten zwei Klavierkonzerte (Nr. 1 c-Moll, 1914; Nr. 2 b-Moll, 1930). Das erste Konzert wurde Saint-Saëns gewidmet, der dem Werk einen dem a-Moll-Konzert Griegs vergleichbaren Ruhm vorhersagte (der sich allerdings nicht einstellen sollte). De Greefs Musik steht in der romantischen Tradition von Schumann und Grieg.